# 卡塔罗哈
卡塔罗哈，是西班牙巴伦西亚自治区巴伦西亚省的一个市镇。总面积13平方公里，总人口2099人（2001年），人口密度1615人/平方公里。